# Переходник (фототехника)

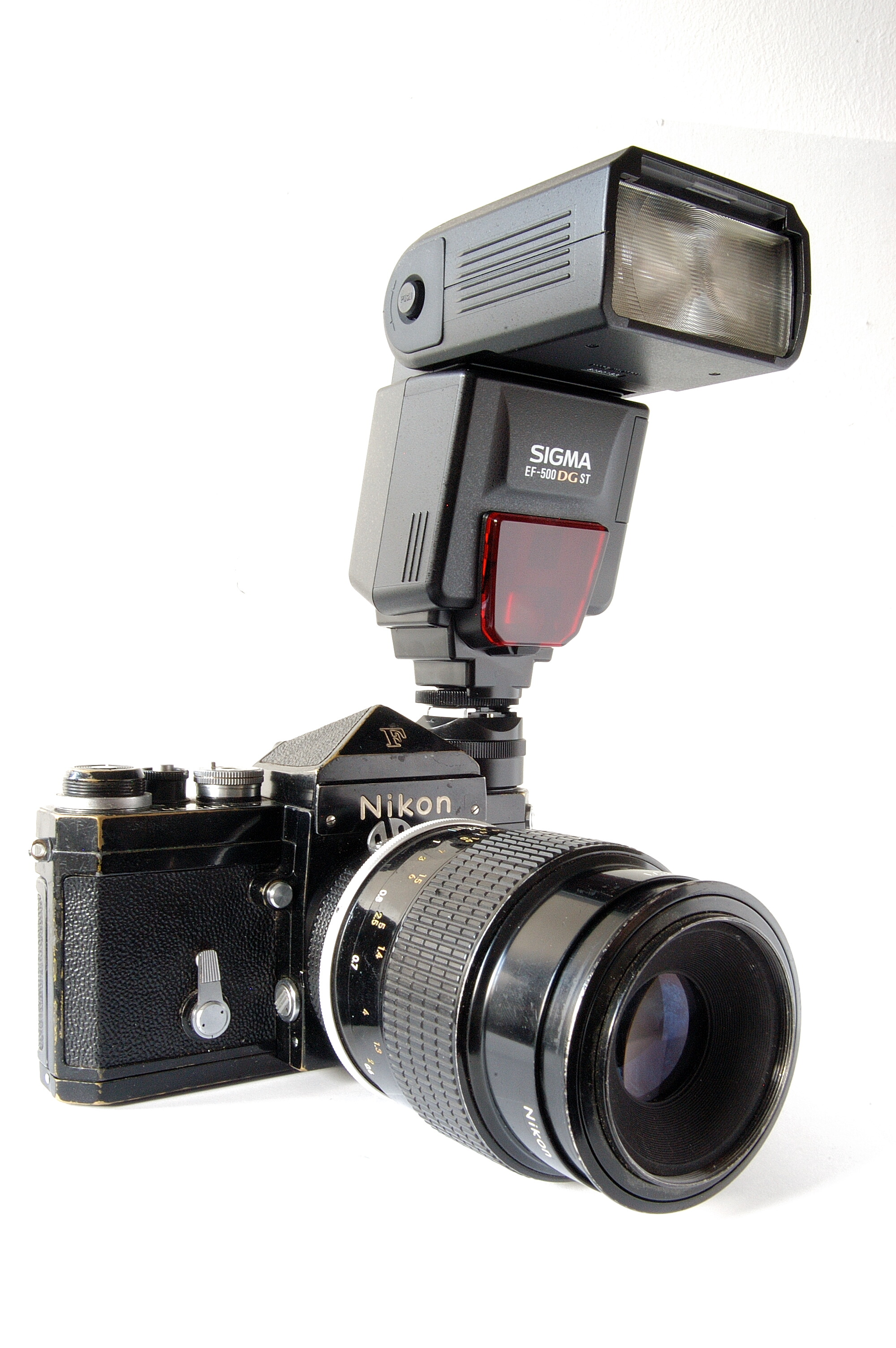
Фотовспышка Sigma, установленная на фотоаппарат Nikon F через переходник AS-1

Переходник — устройство, позволяющее использовать принадлежности, не предназначенные для данного типа фотоаппарата.

## Переходники для фотовспышек
Международный стандарт ISO «горячего башмака» для присоединения фотовспышек используется не во всех типах фотоаппаратов. Так, в профессиональных фотоаппаратах Nikon F, Nikon F2 и Nikon F3 для крепления фотовспышки использован оригинальный стандарт, отличающийся от общепринятого. Поэтому для использования с этими фотоаппаратами вспышек других производителей выпускались переходники с «горячим башмаком» ISO: AS-1, AS-4 и AS-7. Для использования вспышек с профессиональным креплением Nikon на других фотоаппаратах со стандартным башмаком, выпускались переходники AS-2, AS-3, AS-5 и AS-6. Без переходника вспышка могла закрепляться на специальном кронштейне с синхронизацией при помощи проводного синхроконтакта.
Профессиональная фотосистема Canon F-1 поддерживала полуавтоматическую установку экспозиции системной фотовспышки «Speedlite 330D», которая крепилась на камеру через переходник «Flash Coupler L». Этот переходник, служивший штатным креплением, одновременно соединял вспышку с экспонометром фотоаппарата и кольцевым датчиком, устанавливающимся на объективе. Данные о дистанции фокусировки объектива, поступающие в переходник, вместе с напряжением на контактах вспышки, использовались для полуавтоматической регулировки её экспозиции.
Выпускавшаяся в СССР головка «ГЛВ» позволяла отклонять направление излучения фотовспышки в стороны (направо или налево, вверх или вниз) для использования её света, отражённого от стен или потолка.

## Задники-адаптеры

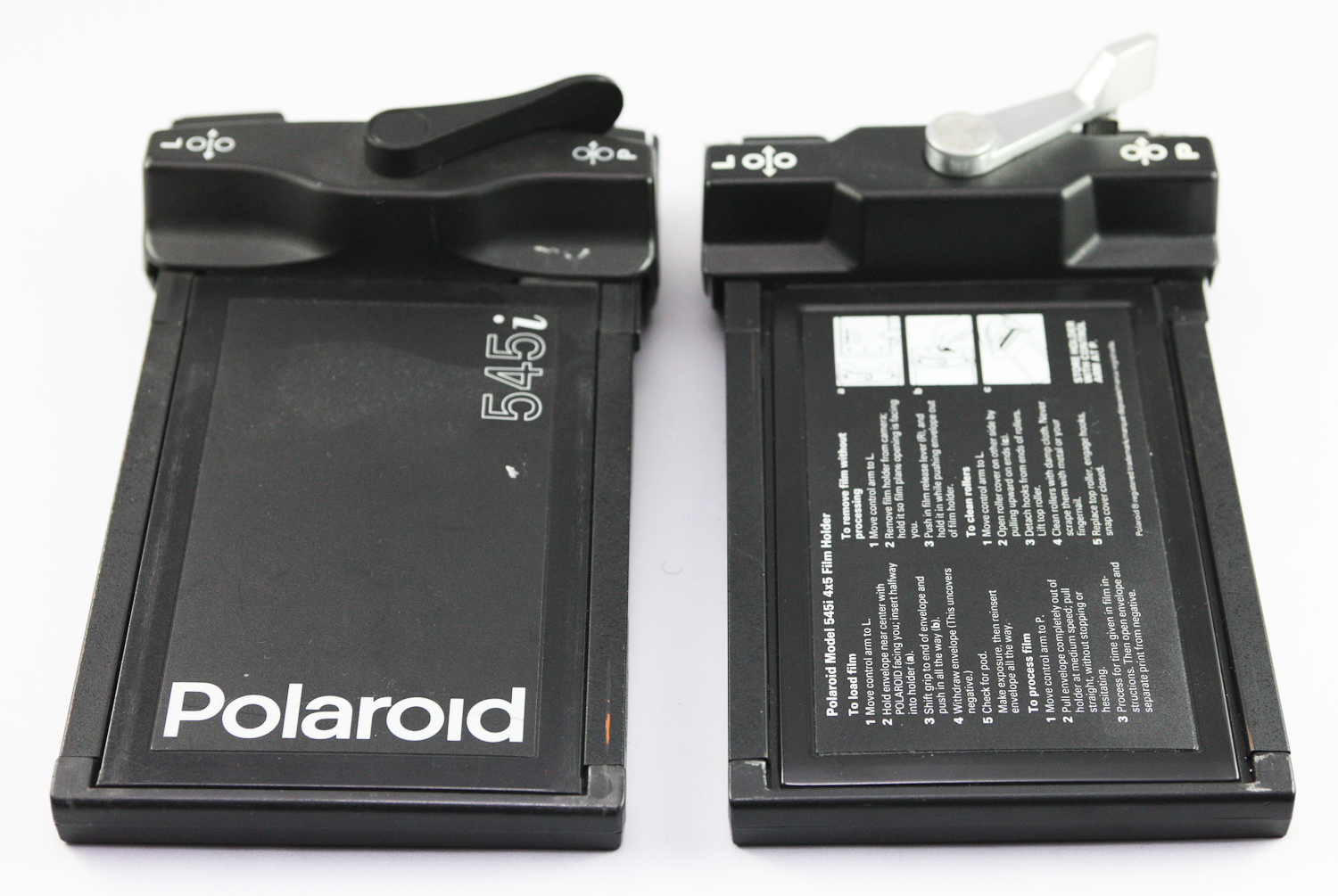
Адаптеры для съёмки на листовые фотоматериалы Polaroid

Для съёмки на формат фотоматериала или его тип, отличающийся от штатного для конкретной модели фотоаппарата, используются адаптеры-переходники. При использовании такого адаптера возможна съёмка на форматную плёнку или фотопластинки размера, меньшего чем исходный размер кадрового окна. Например, крупноформатная камера с размером кадра 18×24 см может использовать плёнку форматов 13×18, 9×12 см и меньших. Такой адаптер представляет собой доску, идентичную по форме штатной кассете для плёнки данного типа камеры. В центре этой доски сделано гнездо для кассеты переходного формата. Существуют адаптеры не только для листовых фотоматериалов, но и для катушечной фотоплёнки типа «рольфильм» и даже малоформатные. В любом случае, при использовании таких адаптеров задействована лишь часть поля изображения объектива камеры. В результате его угол поля зрения уменьшается.
При помощи переходных задников возможна съёмка и на фотоматериал более крупного формата, чем тот, на который рассчитана камера. Такая технология применяется при фотосъёмке среднеформатными камерами на листовые фотоматериалы. Однако, наиболее широкое применение таких адаптеров характерно для съёмки на фотоматериалы одноступенного фотопроцесса. Подобная технология популярна при студийной съёмке крупноформатными камерами, позволяя экономить дорогостоящую плёнку большого формата. Предварительная пробная съёмка на моментальный фотокомплект позволяет проконтролировать съёмочное освещение и другие детали будущего снимка. Адаптеры для фотоматериалов Polaroid или их аналогов кроме простого держателя плёнки снабжаются валиками, запускающими процесс проявления. Исключение составляют адаптеры для листовых материалов 8×10 дюймов, проявление которых происходит в отдельном процессоре.
Более сложную конструкцию имеют приставки-адаптеры для съёмки на моментальные комплекты малоформатными фотоаппаратами. В этом случае требуется увеличение изображения, которое съёмочный объектив строит в кадровом окне. Поэтому, в большинстве случаев используется конденсор, прилегающий плоской оптической поверхностью к кадровому окну, и дополнительный объектив, дающий вторичное действительное изображение на фотоэмульсии одноступенного комплекта. Такой конструкцией обладают приставки «Speed Magny», выпускавшиеся компанией Mikami для профессиональных фотоаппаратов Nikon F и Nikon F2. Аналогичные увеличивающие приставки выпускались компанией NPC для камер Canon F-1.
Кроме того, Polaroid выпускал кассеты для использования своих фотокомплектов с большинством системных малоформатных фотоаппаратов, но они не оснащались увеличивающей оптикой, давая изображение формата 24×36 миллиметров.

## Реверсивные макроадаптеры
Предназначены для крепления перевернутого объектива к фотокамере для макросъемки. Такое расположение компенсирует изменение хода лучей в линзах объективов, рассчитанных на фокусировку «на бесконечность» и позволяет повысить разрешающую способность при макросъёмке.
Передняя линза объектива обращена к фотоплёнке или к матрице, а задняя — к объекту съёмки. Некоторые фотосистемы (например, Rolleiflex SL66) предусматривают наличие байонета не только на хвостовике оправы, но и на её передней части, позволяя переворачивать объектив без использования адаптера.

## Реверсивные макрокольца (оборачивающие)

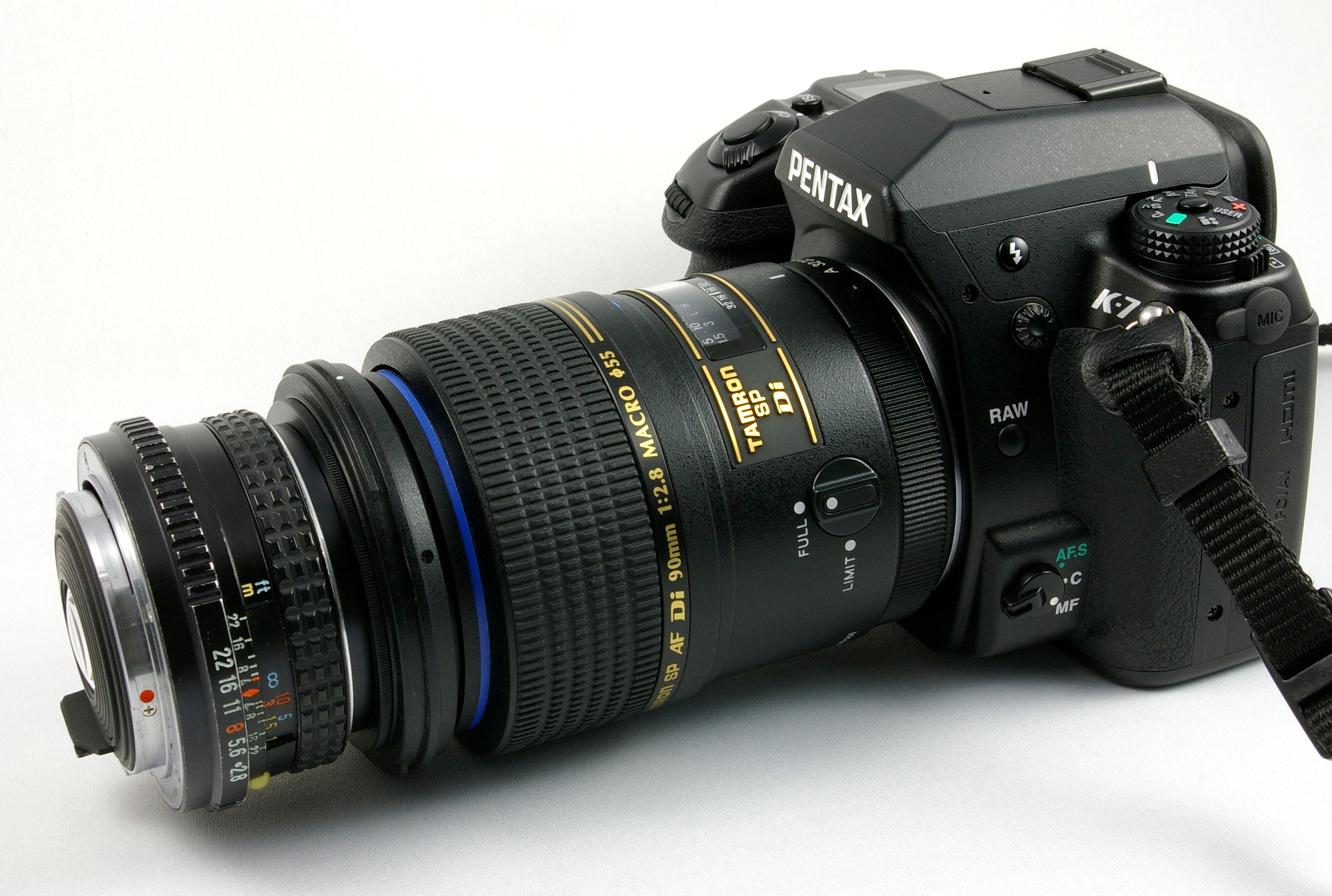
Второй объектив передней линзой присоединён к съёмочному объективу фотокамеры

Кольца с двумя наружными резьбами. Предназначены для стыковки двух объективов их внешними резьбами (резьбами для крепления светофильтров). Два объектива оказываются соединёнными передними линзами друг к другу, один из объективов присоединён к камере обычным способом.
Единственное назначение — макросъёмка. Второй объектив работает как насадочная линза.

## Переходные повышающие кольца
Предназначены для крепления светофильтров с большим диаметром посадочной резьбы на объективы с малым диаметром под насадки. Вместо светофильтров могут быть применены другие насадки.
Например, на объективе стоит резьба под светофильтр М46. Через переходное повышающее кольцо можно применять светофильтры большего диаметра (М52).

## Переходные понижающие кольца
Предназначены для крепления светофильтров с малым диаметром посадочной резьбы на объективы с большим диаметром под насадки. Вместо светофильтров могут быть применены другие насадки.
Например, на объективе стоит резьба под светофильтр М52. Через переходное понижающее кольцо можно применять светофильтры меньшего диаметра (М49).
Ограничение — может появиться виньетирование.

## Переходники для фотографических штативов

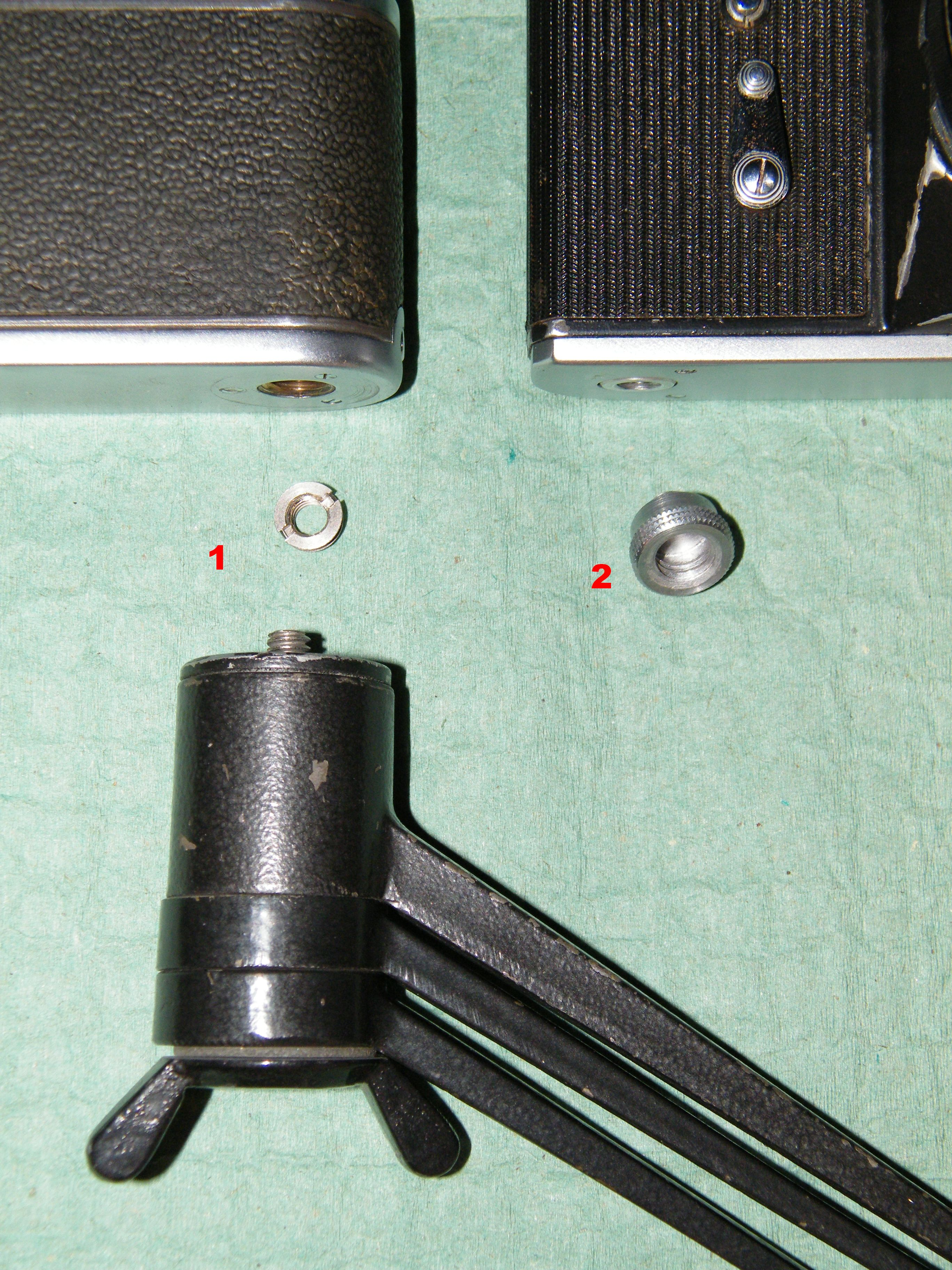
Штативные гайки:
1 — с резьбы 1/4" на 3/8"
2 — с резьбы 3/8" на 1/4"

Фотографические штативы могут быть оснащены крепёжными винтами с резьбой 1/4 или 3/8 дюйма, для крепления несоответствующей аппаратуры применяются переходники, представляющие собой кольцо с двумя типами резьбы изнутри и снаружи, или гайку с гнездом другого стандарта в основании.